# Drosophila obatai
Drosophila obatai este o specie de muște din genul Drosophila, familia Drosophilidae, descrisă de Hardy și Kaneshiro în anul 1972. Conform Catalogue of Life specia Drosophila obatai nu are subspecii cunoscute.